# Piëch Automotive
Piëch Automotive ([pɪˈœːç]) — компания по производству электромобилей, расположенная в Цюрихе, Швейцария, и основанная в августе 2017 года Реа Старком Раджичем и Антоном «Тони» Пиехом.

## История
Антон Пиех, сын Фердинанда Пиеха, бывшего генерального директора Volkswagen Group и внука Фердинанда Порше, вместе с промышленным дизайнером Реа Старком Раджичем основал швейцарскую компанию по производству электромобилей Piëch Automotive.
Piëch Automotive представила свою первую модель GT Mark Zero (или Mk0) на Международном Женевском автосалоне 2019 года.
Особенностью конструкторского подхода Piëch Automotive является использование модульной концепции, которая позволяет поддерживать программное и аппаратное обеспечение в актуальном состоянии, чтобы идти в ногу с разработками и техническим прогрессом, благодаря чему силовой агрегат является взаимозаменяемым, а конструкция и форма кузова автомобиля сохраняются неизменными. Вся концепция автомобиля продумана и разработана для обеспечения экономичного производства в работе с внешними партнерами, без организации вертикальной интеграции какого-либо производства в компании.

## Концепция Mark Zero

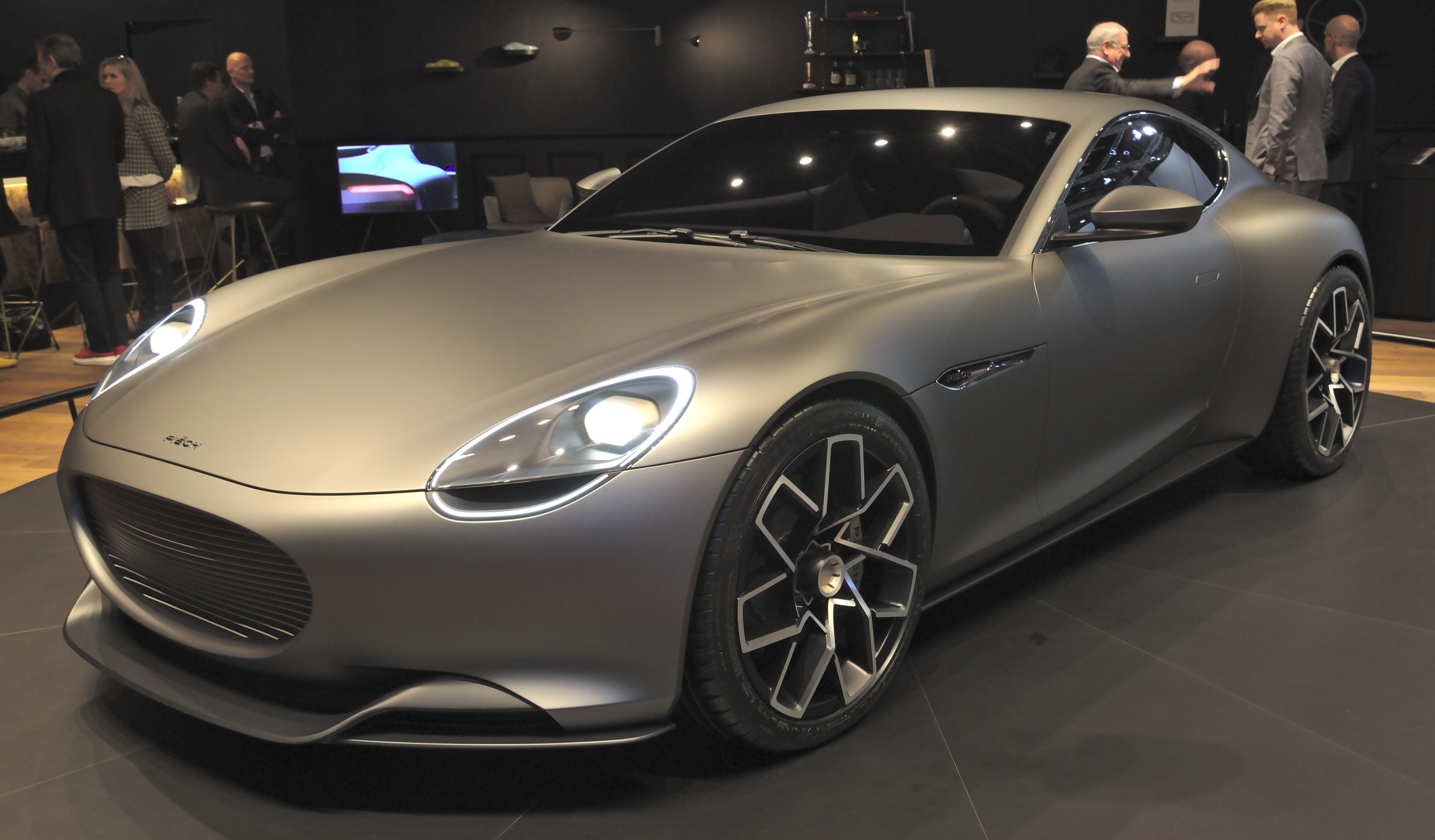
Piëch Mark Zero GT

Модель Piëch Mark Zero GT, первые эскизы которой были созданы ещё в 2017 году, была представлена в качестве концепт-кара на Женевском автосалоне 5 марта 2019 года.

### Дизайн
Автомобиль представляет собой двухместное спортивное купе, выполненное в современном стиле. Первые модели должны появиться в 2022 году. Они будут оснащены электродвигателями и аккумулятором, размещенным в центральном туннеле в районе задней оси. Масса их составит 1800 кг. Благодаря модульной платформе на модели Mark Zero можно будет установить тепловой, гибридный силовой агрегат или силовой агрегат на топливных элементах. На втором этапе её планируется использовать для автомобилей сегмента SUV и «седанов Piëch».

### Двигатель
Mark Zero оснащён тремя электродвигателями: асинхронным электродвигателем мощностью 150 кВт, установленным на передней оси, и двумя независимыми синхронными электродвигателями мощностью 150 кВт каждый, установленными на задней оси, общая мощность которых составляет 600 л. с.
Его инновационная батарея может быть перезаряжена за 4 минуты 40 секунд до уровня зарядки 80 % на перспективном терминале быстрой зарядки (пока ещё не выпускающемся серийно) мощностью 380 кВт, что должно обеспечить запас хода около 500 км.

### Отзывы
Дизайн нового концепт-кара в основном был оценён положительно. Например, Клаус Шмидт, бывший разработчик спорткаров в BMW M GmbH, называет его дизайн уникальным.